# Lugalbanda
Lugalbanda var en legendarisk härskare i staden Uruk omkring 2800 f.Kr., son till Enmerkar och far till Gilgamesh.